# Orophea creaghii
Orophea creaghii är en kirimojaväxtart som först beskrevs av Henry Nicholas Ridley, och fick sitt nu gällande namn av Leonardía och Keßler. Orophea creaghii ingår i släktet Orophea och familjen kirimojaväxter. IUCN kategoriserar arten globalt som sårbar. Inga underarter finns listade i Catalogue of Life.